# Война миров. Следующее столетие
Война миров. Следующее столетие (пол. Wojna światów – następne stulecie) — польский фантастический фильм 1981 года.

## Сюжет
Ирон Идем — известный телевизионный ведущий. Прилёт марсиан приветствует с радостью, как и все те, кто поверил что эта высшая цивилизация принесла «любовь». Однако, через двенадцать дней его жизнь меняется. Ему приказали участвовать в пропагандистской кампании для побуждения людей, на добровольную сдачу крови, как доказательство своей «любви» к марсианам. Идем спросил директора телевизионной станции: для чего это? Вместо ответа он лишился жены и квартиры. Он тоже должен был сдать кровь, даже несмотря на то что у него есть «билет Друга Марсиан». Телевизионная станция организует большой концерт, за билеты на который платится кровью. А когда после концерта инопланетяне улетели, суд осудил Идема на расстрел за коллаборационизм с марсианами. Однако смертная казнь это выдумка, потому что это лишь очередная телевизионная манипуляция, такая же как и многие из тех событий что произошли до этого.

## В ролях
- Роман Вильгельми — Ирон Идем
- Мариуш Дмоховский — директор телевизионной станции
- Кристина Янда — жена Идема / проститутка Гея
- Божена Дыкель — медсестра, берущая кровь
- Ежи Штур — аспирант адвокатской фирмы
- Марек Вальчевский — регистратор в комиссии
- Станислав Тым — цензор
- Януш Гайос — водопроводчик
- Влодзимеж Мусял — работник телевизионной станции
- Михал Лесняк — реализатор трансляции концерта
- Юзеф Скшек — лидер музыкального ансамбля
- Збигнев Бучковский — полицейский
- Витольд Пыркош — судья
- Теодор Гендера — адвокат
- Богуслав Собчук —  голос нового диктора телевизионных новостей

## Награды фильма
- Главная награда на Фестивале фантастических фильмов «Fantasporto» в Порту, 1982.
- Специальная награда на Международном Фестивале фантастического кино в Авориазе, 1982.
- Гран-при на Международном Кинофестивале научно-фантастических фильмов — Мадрид, 1982.
- Специальная награда юры на Международном Кинофестивале научно-фантастических фильмов — Триест, 1982.
- Награда Еврокона для самого хорошего режиссёра научной фантастики — Брайтон, 1984.